# Osiedle Dębowe Wzgórze (Grudziądz)
Dębowe Wzgórze – osiedle mieszkaniowe w Grudziądzu, w dzielnicy Rządz, budowane od 2009 roku przez firmę HEUTINK Poland.

## Położenie
Osiedle położone jest w południowo-zachodniej części miasta, na południe od osiedla Rządz. Od zachodu graniczy ono z Nabrzeżem generała Gustawa Orlicz-Dreszera.

## Ulice
- Konstytucji 3 Maja
- Runa Leśnego
- Poziomkowa
- Malinowa
- Borówkowa
- Kalinowa
- Jagodowa

## Zabudowa
Na osiedlu Dębowe Wzgórze usytuowane są nowoczesne bloki, domy jednorodzinne, bliźniacze oraz szeregowe.

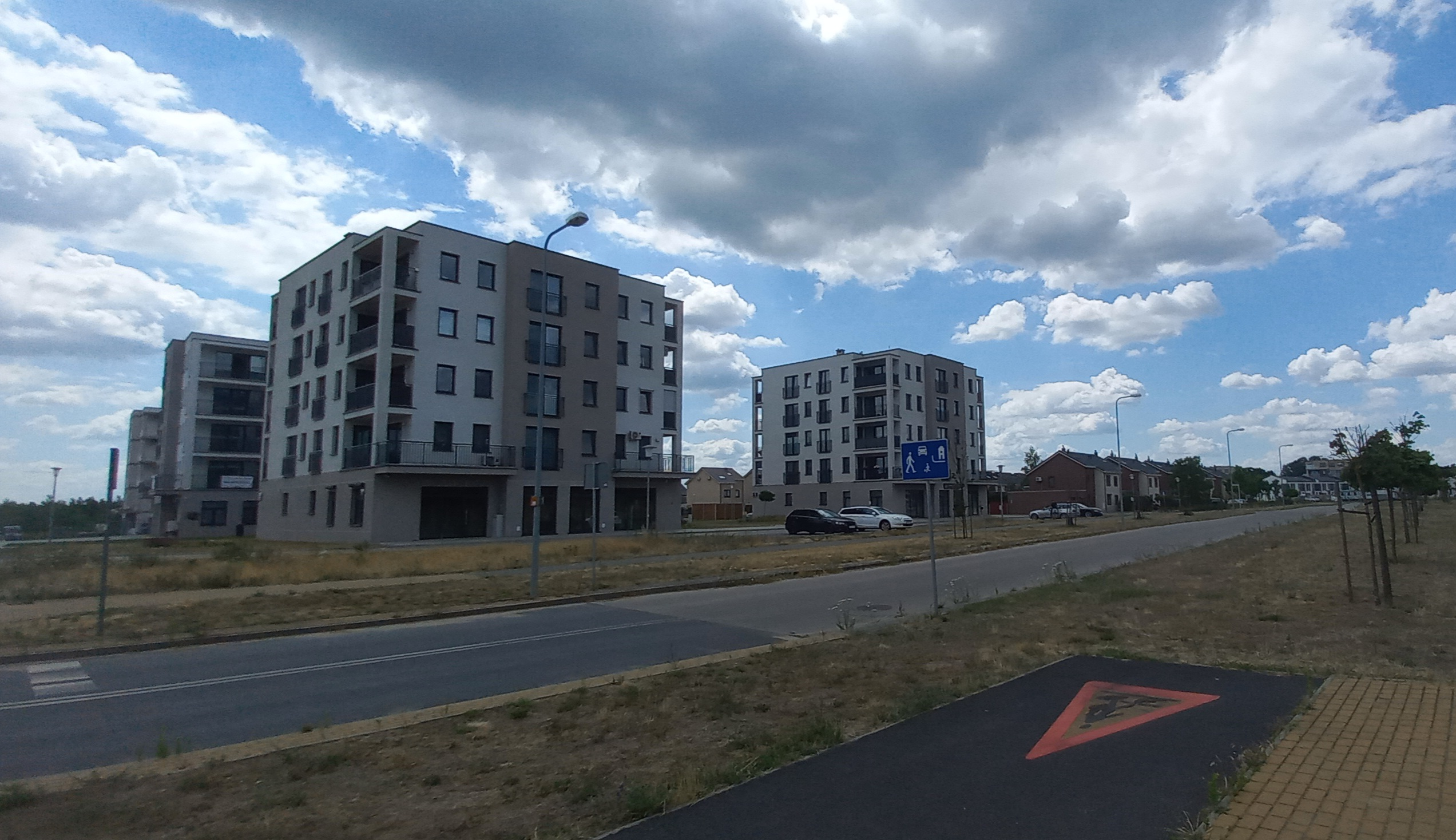
Bloki przy ul. Runa Leśnego
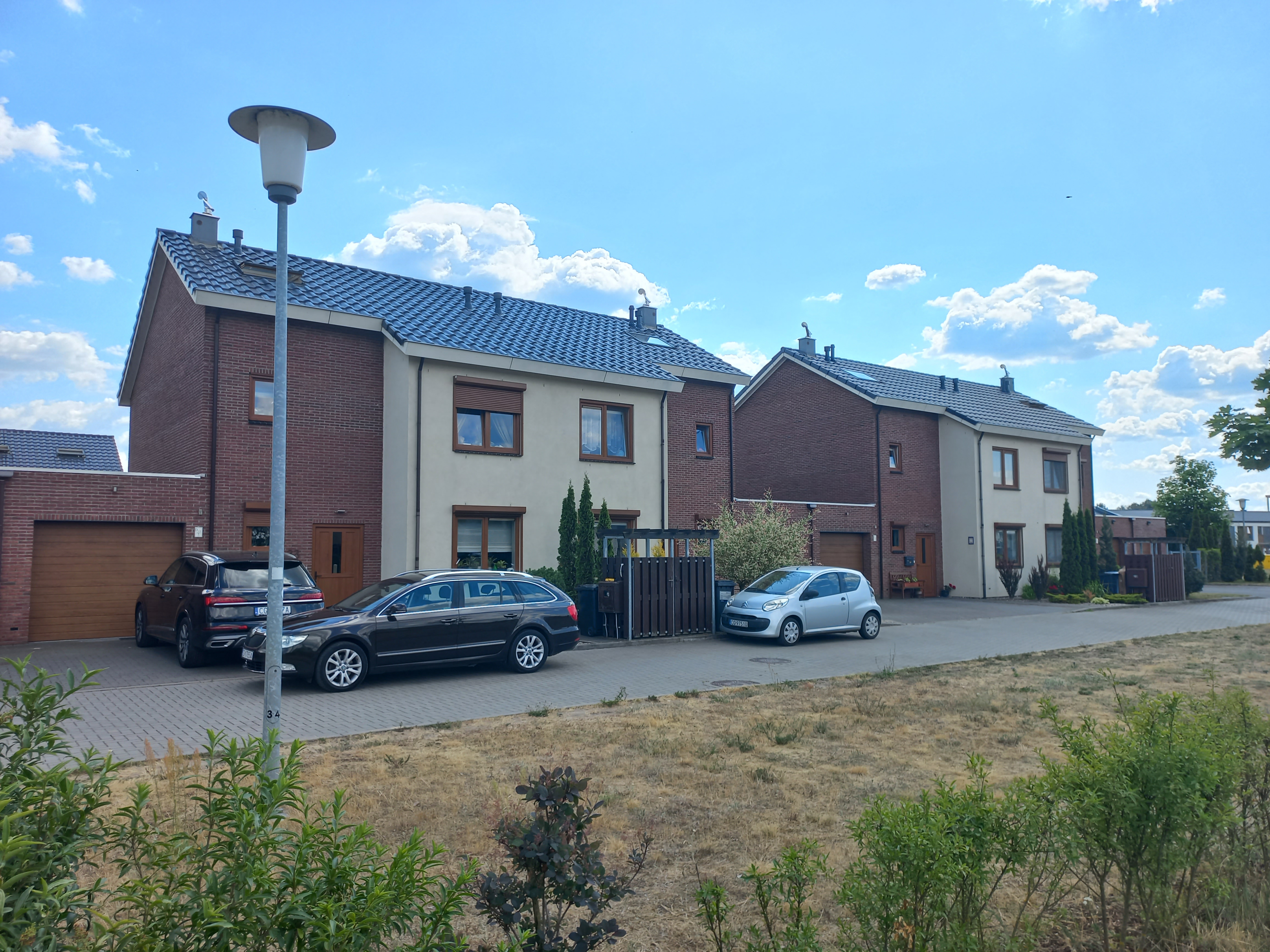
Domy szeregowe przy ul. Runa Leśnego
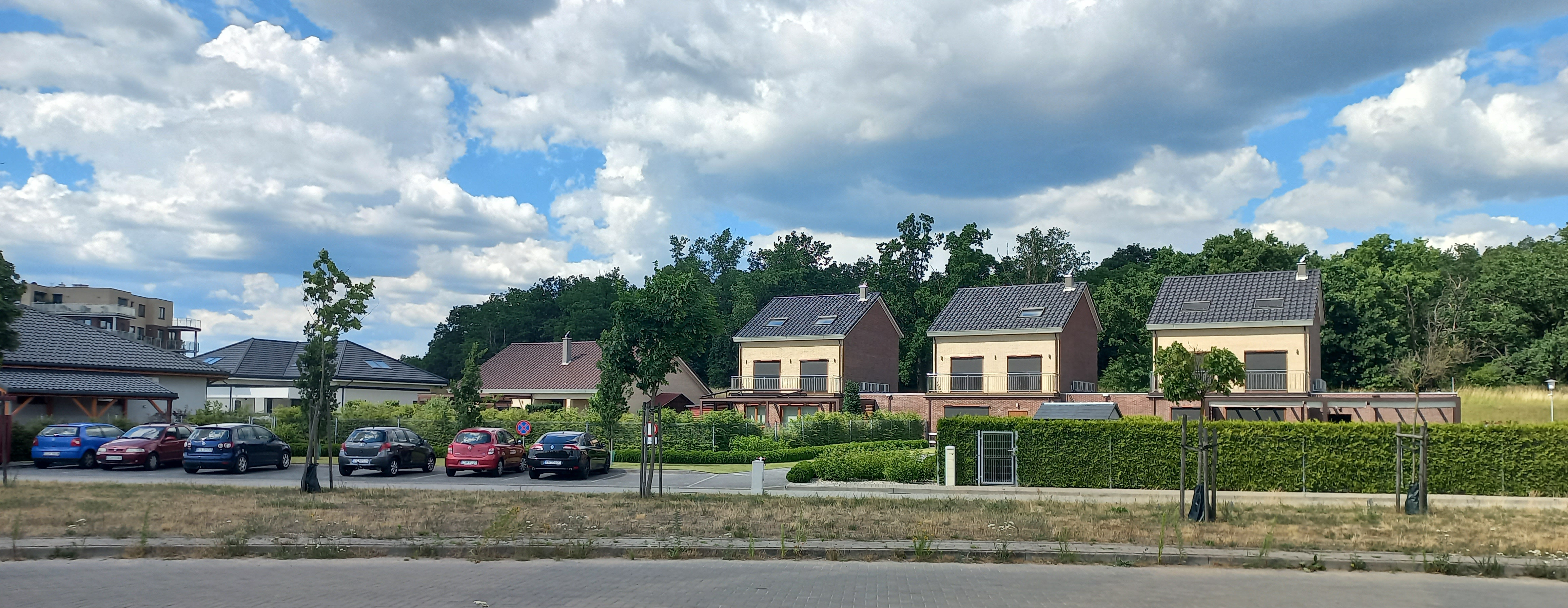
Domy szeregowe i jednorodzinne przy ul. Poziomkowej
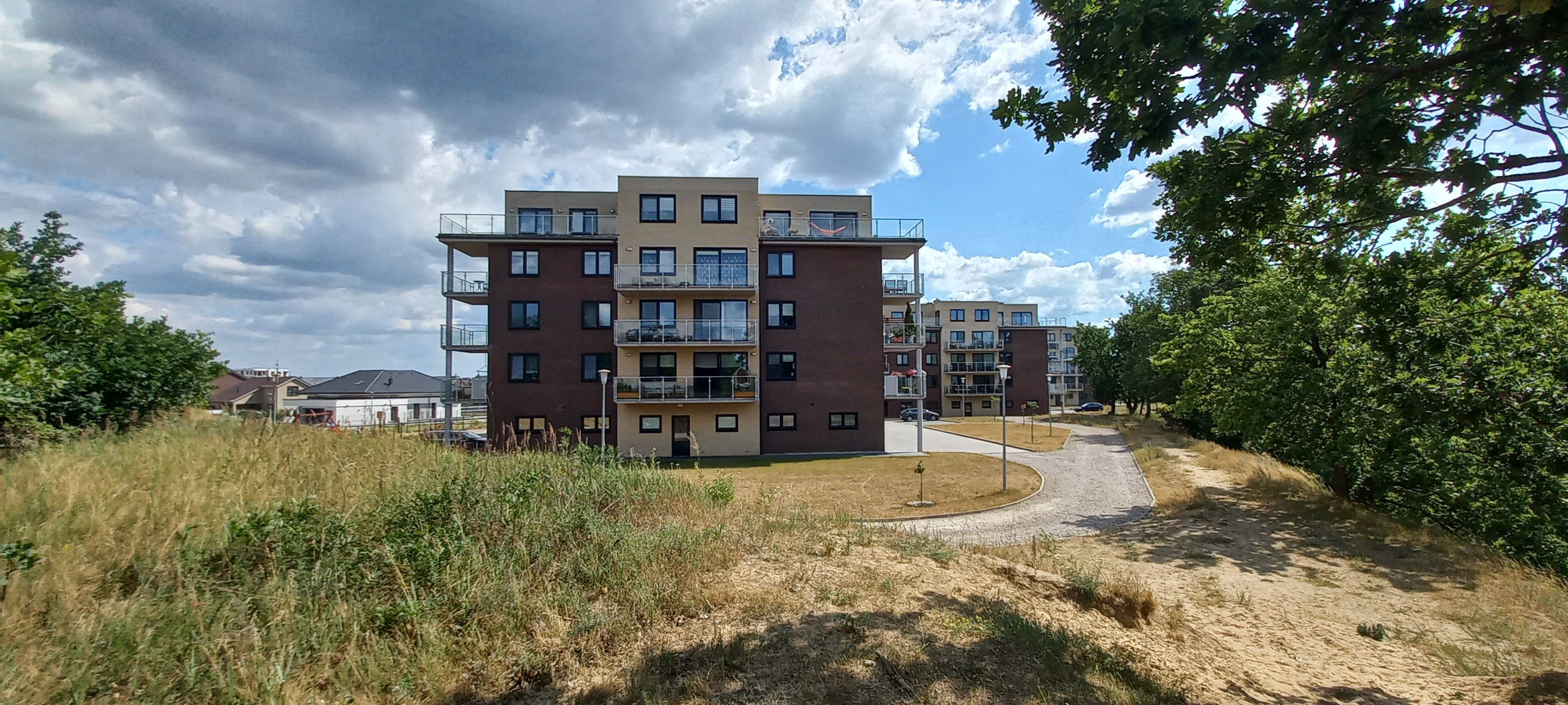
Widok na bloki z Nabrzeża generała Gustawa Orlicz-Dreszera
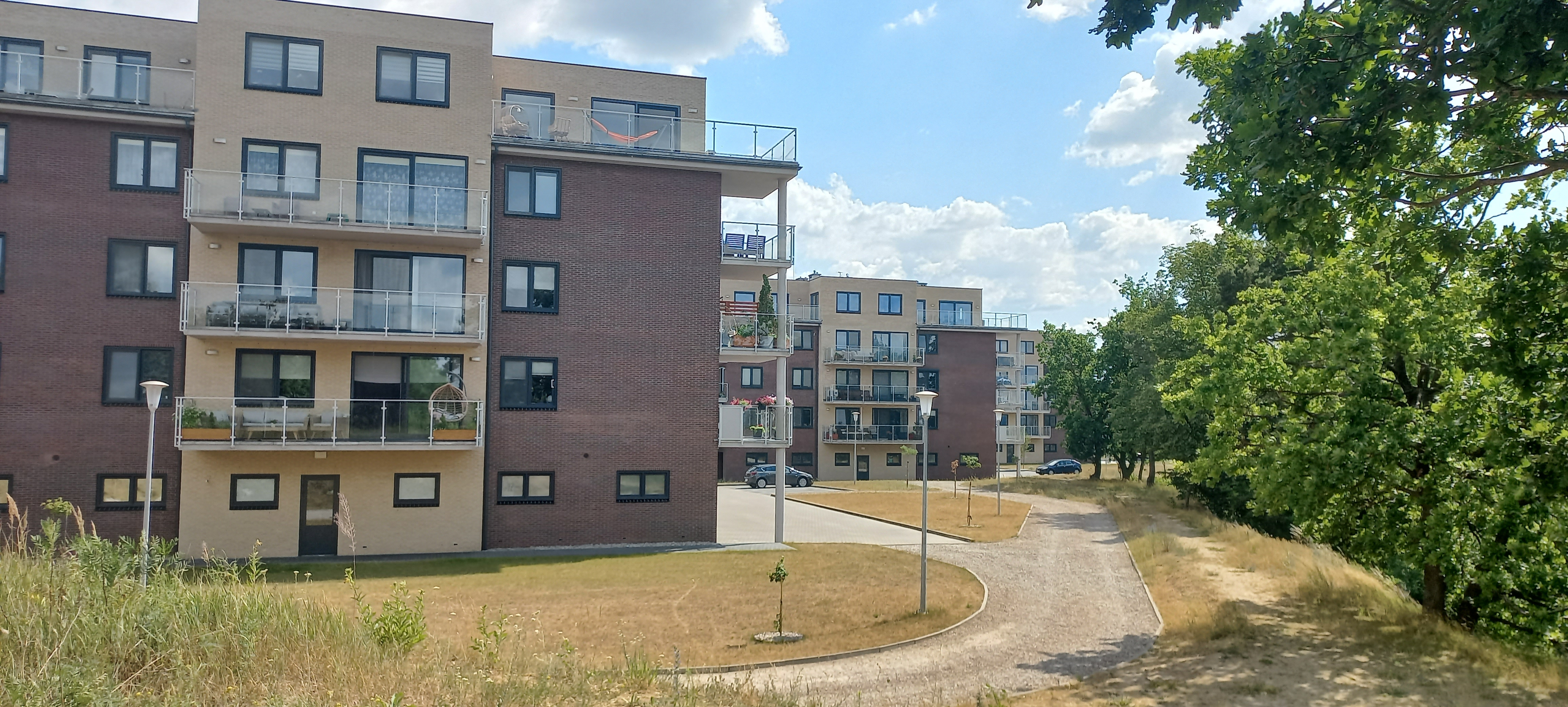

## Komunikacja
Na osiedlu znajduje się przystanek na żądanie. Najbliższa główna komunikacja miejska znajduje się na osiedlu Rządz, gdzie kursują tramwaje linii numer 2 oraz autobusy linii numer: 4, 10, 14, 17, 19, 21 i nocna "N". Przy ul. Konstytucji 3 Maja znajduje się pętla tramwajowa "Rządz", gdzie kończy i zaczyna swoją trasę tramwaj linii nr. 2, natomiast przy ul. Łęgi usytuowana jest pętla autobusowa "Rządz", gdzie bieg kończą i rozpoczynają linie nr. 4 i 14.

## Ważniejsze obiekty
- Centrum Medyczne Łukawski
- Biuro Rachunkowe "e-Centrum Biznesu"
- W lesie, na północ od osiedla, znajdują się pozostałości cmentarza cholerycznego "górnego" z XIX wieku[4]